# -77.82X-78.29
−77.82X−78.29 è il secondo EP del gruppo femminile sudcoreano Everglow. Pubblicato da Yuehua Entertainment, è uscito il 21 settembre 2020, contemporaneamente al video dell'apripista La Di Da.

## Tracce
1. La Di Da – 3:30 (testo: Kyung Eun-jin, Lee Seu-Ran, E:U – musica: Kyung Eun-jin, Yun No-ra, Gavin Jones, 72)
2. Untouchable – 3:10 (testo: Lee Seuran, 72 – musica: David Anthony, Nermin Harambasic, Anne Judith Wik, Ronny Svendsen)
3. Gxxd Boy – 3:23 (testo: JQ, Yoon Yeji, J14 – musica: David Amber, Andy Love, Rebecca King, Dan Glashausser, Tom Glashausser)
4. No Good Reason – 3:36 (testo: Kang Eunjung, 72 – musica: Melanie Fontana, Michel "Lindgren" Schulz, James Abrahart, Storyboards, 72)

## Classifiche
| Classifica (2020) | Posizione massima |
| ----------------- | ----------------- |
| Corea del Sud     | 4                 |